# Eddies Cove
Eddies Cove is een gemeentevrij dorp in de Canadese provincie Newfoundland en Labrador. De plaats bevindt zich aan de Straat van Belle Isle in het uiterste noorden van het eiland Newfoundland.

## Geografie
Eddies Cove ligt in het uiterste noordwesten van het Great Northern Peninsula, het meest noordelijke gedeelte van Newfoundland. Het gehucht ligt aan de plaats waar provinciale route 430, na bijna 300 km onafgebroken de kust in noordelijke richting te volgen, naar het oosten toe draait en het binnenland in gaat.
Eddies Cove ligt 4 km ten noordoosten van Green Island Brook en is daarmee het laatste van een lange keten van kustdorpen langs Route 430. De dichtstbij gelegen plaats in de andere richting is Main Brook, dat op een rijafstand van 53 km ligt.

## Demografie
Demografisch gezien is Eddies Cove, net zoals de meeste kleine dorpen op Newfoundland, aan het krimpen. Tussen 1991 en 2021 daalde de bevolkingsomvang van 121 naar 60. Dat komt neer op een daling van 61 inwoners (-50,4%) in 30 jaar tijd.
| Demografische ontwikkeling van Eddies Cove tussen 1991 en 2021  |
| --------------------------------------------------------------- |
|                                                                 |
| Bron: Statistics Canada (1991–1996, 2001–2006, 2011–2016, 2021) |